# Korskyrkan, Umeå
Korskyrkan ligger centralt i Umeå och är en del av Evangeliska Frikyrkan. Församlingen bildades nyåret 1940.